# Karat (renhed)
 For alternative betydninger, se Karat. (Se også artikler, som begynder med Karat)
 Der er for få eller ingen kildehenvisninger i denne artikel, hvilket er et problem. Du kan hjælpe ved at angive troværdige kilder til de påstande, som fremføres i artiklen.

Karat benyttes som mål for renheden (lødigheden) af guld.
1 karat er 1/24 renhed; altså svarer 24 karat guld (24/24) til rent guld. 18 karat guld er betegnelsen for en genstand, der indeholder 18 dele guld og 6 dele andre metaller.
Karat-målet opgøres ud fra massen af de forskellige metaller i legeringen. Da guld har en højere massefylde end fx sølv og kobber, som ofte indgår i legeringerne, vil guld volumenmæssigt udgøre en mindre andel, end karat-målet antyder.
Guldsmykker skal stemples af producenten som garant for smykkets ægthed.[kilde mangler] Ringe af 18 karat guld stemples 750, fordi 750/1000 af legeringen er rent guld.
Guld kan stemples 750, fordi 750/1000 af legeringen er rent guld, 585 (det mest almindelige i Danmark), fordi 585/1000 af legeringen er rent guld, eller stemples 333, fordi 333/1000 af legeringen er rent guld.
De mest almindelige stemplinger er 333, 585 og 750, men ofte ses også 375, 875 og 916.